# Steve King
Pour les articles homonymes, voir King.
Steven Arnold King dit Steve King, né le 28 mai 1949 à Storm Lake, est un homme politique américain, représentant républicain de l'Iowa à la Chambre des représentants des États-Unis de 2003 à 2021.

## Biographie
Steve King siège au Sénat de l'Iowa de 1997 à 2003,.
Lors des élections de 2002, il est candidat à la Chambre des représentants des États-Unis dans le 5e district de l'Iowa. Il est élu avec 62,2 % des voix. Il est réélu en 2004, 2006, 2008 et 2010 avec des scores compris entre 58 et 66 % des suffrages.
À la suite du redécoupage des circonscriptions, l'Iowa perd un siège et King se présente en 2012 dans le 4e district. Si le district est le plus rural et le plus favorable aux républicains de l'État, il reste cependant moins conservateur que l'ancien 5e district. King affronte Christie Vilsack, ancienne première dame de l'Iowa et épouse de Tom Vilsack. King arrive en tête des enquêtes d'opinion, mais de peu. Il est réélu avec 52,9 % des voix. Il converse son siège en 2014 avec 61,6 % des suffrages. King est candidat à sa réélection en 2016. Le 8 juin, il remporte la primaire républicaine avec 65 % des voix face au sénateur Rick Bertrand. En novembre, il est réélu avec 61 % des voix face à la démocrate Kim Weaver. Lors des élections de 2018, Steve est réélu de justesse après de nombreuses prises de position controversées. Dans une circonscription qui a donné 30 points d'avance à Donald Trump en 2016, il ne dispose que de 3 points d'avance sur le démocrate J.D. Scholten.
En janvier 2019, après des propos semblant défendre le nationalisme blanc et le suprémacisme blanc, la direction du groupe républicain à la Chambre lui retire sa position au sein des commissions parlementaires sur l'agriculture, la justice et les petites entreprises. La Chambre des représentants adopte par ailleurs une résolution condamnant ces idéologies et les propos tenus par King, par 424 voix contre une. Même Steve King vote en faveur de la résolution, estimant qu'il n'est pas raciste et que ses propos avaient été repris hors contexte.
L'année suivante, King est dans une situation difficile à l'approche de la primaire républicaine après son mauvais résultat de 2018. Il est attaqué par ses opposants, non pas pour ses positions polémiques mais pour son inefficacité à la Chambre des représentants, depuis qu'il est exclu des commissions parlementaires. Plusieurs organisations (National Right to Life Committee, Chambre de commerce des États-Unis, etc.) apportent leur soutien au sénateur Randy Feenstra, qui devance largement Steve King en termes de levées de fonds. Avec 36 % des voix, King est finalement battu d'environ 10 points par le sénateur républicain.

## Positions politiques
King est un républicain ultraconservateur. Il est considéré comme l'un représentants les plus conservateurs du Congrès. En matière d'immigration, il s'oppose au droit du sol et à la régularisation des immigrés illégaux. Il est opposé à l'avortement en toutes circonstances, y compris en cas de viol ou d'inceste. Selon lui, ce serait grâce aux viols et aux incestes survenus au cours de l’Histoire que l’espèce humaine a survécu.
Il soutient Ted Cruz lors des primaires républicaines pour l'élection présidentielle de 2016.
King est habitué aux propos polémiques. En 2008 il prétend sur son site internet que douze Américains sont tués chaque jour des mains d'immigrants illégaux. Bien qu'il ne soit pas réellement fondé le chiffre sera repris en 2018 pour servir de base à des déclarations similaires du Président Donald Trump. En 2013, il estime que pour chaque enfant d'immigrés illégaux « qui est major de promotion, il y en a cent autres qui pèsent 60 kilos et ont les mollets de la taille d'un melon parce qu'ils portent 35 kilos de marijuana à travers le désert ». En juin 2016, il propose une loi pour empêcher le Trésor de modifier le design des billets. Le but est d'empêcher le remplacement d'Andrew Jackson sur les billets de 20 dollars américains par l'icône des droits civiques Harriet Tubman, changement qu'il trouve « raciste [et] sexiste ». En juillet, il est critiqué pour avoir un drapeau confédéré sur son bureau. Quelques jours plus tard, il crée la polémique dans les médias américains. Lors d'un débat télévisé, répondant au manque de diversité au sein du Parti républicain, il demande à son interlocuteur de « remonter dans le temps, et de trouver en quoi les autres catégories de gens dont vous parlez ont contribué à la civilisation. En quoi les non-blancs ont-ils plus contribué à la civilisation ? »,.
Défenseur de la théorie du grand remplacement, il s'interroge en 2018 dans un entretien au New York Times : « Nationaliste blanc, suprémaciste blanc, civilisation occidentale... comment ces expressions ont-elles pu devenir offensantes ? ».